# Zeche Oberste Bank
Die Zeche Oberste Bank ist ein ehemaliges Steinkohlenbergwerk in Sprockhövel-Horath-Herzkamp-Scheven. Die Zeche war auch unter dem Namen Zeche Dreckbank bekannt. Das Bergwerk ist nicht identisch mit der Zeche Dreckbank in Sprockhövel-Haßlinghausen. Die Zeche Oberste Bank war eine von 19 Sprockhöveler Zechen, die als Crone'sches Revier bezeichnet wurden.

## Geschichte

### Oberste Bank
Am 28. Januar des Jahres 1693 erfolgte die Belehnung eines Grubenfeldes an Johann auf dem Großen Siepen. Das Feld reichte von der „Bredens Egge“ bis zum „Horather Feld“. Ab dem Jahr 1737 war das Bergwerk für mehrere Jahre in Betrieb. Gemäß den Aufzeichnungen des Amtes Wetter waren im Jahr 1755 Erbgenossen Sieper die Gewerken des Bergwerks. Als Schichtmeister war zu dieser Zeit Caspar aufm Lehne auf dem Bergwerk tätig. Im Jahr 1784 wurde das Bergwerk durch den Christsieper Erbstollen gelöst. Im Juli desselben Jahres wurde das Bergwerk durch den Leiter des märkischen Bergreviers, den Freiherrn vom Stein, befahren. Die Zeche Oberste Bank war eines von 63 Bergwerken, welches vom Stein auf seiner achtzehntägigen Reise durch das märkische Bergrevier befuhr. Zum Zeitpunkt der Befahrung waren auf dem Bergwerk zwei Schächte mit einer Teufe von fast 100 Metern in Betrieb. Es wurde, nachdem das Bergwerk über einen 570 Meter langen Querschlag das Flöz Hütterbank angefahren hatte, eine Grundstrecke sowohl in westlicher als auch in östlicher Richtung aufgefahren. Vom Stein machte in seinem Protokoll Angaben über den Zustand des Bergwerks und die Leistung der dort beschäftigten Bergleute. Er war sehr zufrieden mit der Leistungsfähigkeit und dem Zustand des Bergwerks.
Noch im Jahr 1784 wurde das Feld in zwei getrennte Zechen mit den Namen Oberste Bank nach Westen und Oberste Bank nach Osten aufgeteilt. Ab diesem Zeitpunkt gehörte das Bergwerk zum Befahrungsrevier des Obersteigers Agats. Im Jahr 1814 wurde zunächst die Oberste Bank nach Osten wieder umbenannt in Oberste Bank. Später wurde auch die Oberste Bank nach Westen wieder umbenannt und zur gesamten Berechtsame zugefügt. Es waren die Schächte Agnes, Amalie und Louise in Betrieb. Ab November des Jahres 1817 wurde das Bergwerk in Fristen gelegt. Ab dem Jahr 1820 wurde wieder im Bereich von Schacht Wilhelm abgebaut. Auf dem Bergwerk wurden Fettkohlen abgebaut, die zu reinsten und fettesten der gesamten Lagerstätte zählten. Diese Kohlen hatten eine eisen graue Farbe mit halb metallischem Glanz und ein besonders geringes spezifisches Gewicht. Im Januar des Jahres 1824 war der Abbau oberhalb der Stollensohle beendet. Noch im selben Jahr wurde die Zeche Oberste Bank stillgelegt, das Grubenfeld wurde mit anderen Feldern zur Zeche Sieper & Mühler Gruben zusammengelegt.

### Oberste Bank nach Osten
Nach der Aufteilung des Grubenfeldes der Zeche Oberste Bank war dieses Bergwerk zunächst für einige Jahre eigenständig in Betrieb. Im Jahr 1796 waren der Schacht Benten und der Schacht Hackemann in Betrieb. Ab diesem Zeitpunkt gehörte das Bergwerk zum Befahrungsrevier des Obersteigers Agats. Im selben Jahr wurde der Schacht Einermann abgeteuft. Es wurden 310 Tonnen Steinkohle gefördert. Im Jahr 1800 waren die Schächte David, Engelbert, Einermann und der Luftschacht 1 in Betrieb. In diesem Jahr waren 20 Bergleute auf dem Bergwerk beschäftigt. Im Jahr 1805 waren die Schächte Andreas und Bonaparte in Betrieb. Es wurden 829 Tonnen Steinkohle gefördert. Im Jahr 1810 waren die Schächte Louise und Nelson in Betrieb. Ab August des Jahres 1814 wurde das Bergwerk wieder umbenannt in Zeche Oberste Bank.

### Oberste Bank nach Westen
Nach der Aufteilung des Grubenfeldes der Zeche Oberste Bank war auch dieses Bergwerk zunächst für einige Jahre eigenständig in Betrieb. Im Jahr 1796 waren die Schächte 4 und 5 in Betrieb. Ab diesem Zeitpunkt gehörte das Bergwerk zum Befahrungsrevier des Obersteigers Agats. Im Jahr 1800 waren die Schächte Andreas, Adelheid und Diedrich Ernst in Betrieb. In diesem Jahr waren 21 Bergleute auf dem Bergwerk beschäftigt. Im Jahr 1805 waren die Schächte Blume und Reservata in Betrieb. In diesem Jahr wurde eine Förderung von 2045 Tonnen Steinkohle erbracht. Im Februar des Jahres 1808 war der Abbau in dem Feld beendet und die Zeche Oberste Bank nach Westen wurde stillgelegt. Ab dem Jahr 1814 wurde das Feld wieder mit dem Feld Oberste Bank nach Osten zusammengeführt und umbenannt in Oberste Bank.